# Marko Stanković (Fußballspieler)
Marko „Stanko“ Stanković (* 17. Februar 1986 in Krems an der Donau) ist ein ehemaliger österreichischer Fußballspieler auf der Position eines Stürmers. Darüber hinaus konnte er auch als offensiver Mittelfeldspieler eingesetzt werden. 2024/25 trat er erstmals als Fußballtrainer in Erscheinung.

## Karriere

### Ausbildung
Nachdem Stanković von 1992 bis 1996 die Volksschule in St. Peter-Freienstein sowie von 1996 bis 2000 das Bundesrealgymnasium in Leoben besucht hatte, setzte er seine Ausbildung an der Bundeshandelsakademie in Eisenerz fort. Nach den fünf Jahren an der HAK bestand er im Jahre 2005 die Matura und inskribierte danach im Bereich Rechtswissenschaften an der Karl-Franzens-Universität Graz.

### Verein
Stanković begann seine Karriere im Jahre 1991 im Alter von fünf Jahren beim DSV Leoben und kam ab der Saison 2003/04 zu seinen ersten Einsätzen in der zweitklassigen Ersten Liga. In derselben Saison machte er auch einen kurzen Abstecher zum ASK Voitsberg, kam aber kurz drauf wieder zu den Donawitzern zurück. In seinem Maturajahr 2005 wechselte er erneut für ein halbes Jahr nach Voitsberg, wo er wieder in einigen Spielen zum Einsatz kam. Im Jahre 2007 wurde Stanković mit dem Titel „Young Star des Jahres“ in der Ersten Liga ausgezeichnet. Noch im selben Jahr unterschrieb er einen Zweijahresvertrag beim Bundesligisten SK Sturm Graz. Sein Debüt in der Bundesliga feierte Stanko am 11. Juli 2007 gegen den FK Austria Wien, als er in der 83. Minute für Amadou Rabihou eingewechselt wurde. Früher beim DSV Leoben noch als offensiver Mittelfeldspieler eingesetzt, kam er bei den Blackies nur als Stürmer zum Einsatz. Eines seiner bisherigen Karrierehighlights war wohl das Spiel gegen den LASK Linz am 20. Juli 2007, als Stanko, der zuvor noch nie in der Bundesliga getroffen hatte, gleich drei Tore erzielte.
Am 9. September 2007 wurde er vom Verein der Fußballer in Österreich mit dem „Bruno“ für den Aufsteiger des Jahres ausgezeichnet.
Am 15. Jänner 2009 verkündete Stanković, dass er seinen im Sommer 2009 auslaufenden Vertrag bei Sturm Graz nicht verlängern werde. Im Anschluss daran unterschrieb er am 28. Jänner 2009 einen bis 2012 laufenden Vertrag beim italienischen Zweitligisten US Triestina. Obwohl es zuerst hieß, dass der gebürtige Kremser erst im Sommer nach Italien wechseln würde, transferierte er bereits am 31. Jänner 2009 zum italienischen Serie-B-Klub. Am 20. Mai 2010 gab der FK Austria Wien bekannt, den Offensiv-Allrounder ab der Saison 2010/11 unter Vertrag zu nehmen, nachdem Stanković, nach zuvor getätigter Absprache mit der US Triestina, seinen dortigen Vertrag gekündigt hatte. Bei der Wiener Austria unterschrieb er für zwei Jahre und hatte eine Option auf ein weiteres Jahr. Mit der Austria wurde er in der Saison 2012/13 österreichischer Meister. Am 30. April 2014 wurde bekannt, dass Austria Wien den Ende Mai auslaufenden Vertrag nicht verlängert.
Noch Ende Mai 2014 wechselte Stanković wieder zu seinem Ex-Klub SK Sturm Graz, bei dem er einen Vertrag über zwei Jahre plus Option unterzeichnete. In der Saison 2014/15 absolvierte der Offensivakteur 24 Bundesligaspiele, in denen er vier Treffer und zwei Torvorlagen beisteuerte; darunter auch ein Doppelpack bei einem 3:2-Auswärtssieg über den damaligen Tabellenführer Red Bull Salzburg. Nachdem er unter Darko Milanič noch zu regelmäßigen Einsätzen, zumeist über die volle Spieldauer, kam, war er unter der neuen Ära Franco Fodas, als er wieder vermehrt im offensiven Mittelfeld eingesetzt wurde, nicht immer über die vollen 90 Minuten am Rasen bzw. auch einige Partien gar nicht im Kader.
Am 11. April 2015 zog sich Stanković beim 5:0-Heimsieg über den SCR Altach noch in der ersten Halbzeit beim Stand von 1:0 einen Kreuzbandriss zu und musste daraufhin rund ein halbes Jahr pausieren. Während seiner Verletzungspause schaffte es der ehemalige österreichische Internationale nach einem Kommentar auf einen Facebook-Eintrag von HC Strache in die Medien. Nach der rund sechsmonatigen Verletzungspause kehrte Stanko Mitte Oktober 2015 wieder zurück in das Mannschaftstraining bei den Profis, um am 7. November 2015 bei einem 1:1-Remis der Amateure gegen den Deutschlandsberger SC erstmals wieder in einem Pflichtspiel am Platz zu stehen. In der darauffolgenden Woche erzielte er im letzten Spiel vor der Winterpause, bei einem 2:1-Auswärtssieg über den SC Weiz, zusammen mit Martin Ehrenreich einen Treffer und spielte erneut über die volle Spieldauer durch.
Zur Saison 2017/18 wechselte er zum Zweitligisten SV Ried, bei dem er einen bis Juni 2019 gültigen Vertrag erhielt. Im Jänner 2018 wechselte er nach Indien zum FC Pune City. Nach der Saison 2018/19 wurde Pune City aufgelöst und nach Hyderabad umgesiedelt, woraufhin ein Großteil der Mannschaft, darunter auch Stanković, sich dem neu gegründeten Hyderabad FC anschloss.
Nach 15 Spielen für Hyderabad beendete er nach der Saison 2019/20 seine Profikarriere und kehrte nach Österreich zurück, wo er sich dem viertklassigen SV Lebring anschloss. Im Februar 2022 beendete Stanković endgültig seine Karriere.

### Nationalmannschaft
Er nahm an der U-17-Fußball-Europameisterschaft 2003 in Portugal teil, wo er mit Österreich Dritter wurde. Weiters war er Kapitän der U-21-Auswahl seines Landes, bei der er 18 Spiele absolvierte, in denen er sechs Tore erzielte. Außerdem spielte er insgesamt neun U-17- bzw. U-19-Länderspiele, bei denen er zu insgesamt zwei Treffern kam.
Am 19. November 2008 feierte er unter Teamchef Karel Brückner sein Debüt im A-Team der Österreichischen Nationalmannschaft, als er beim 2:4 gegen die Türkei in der 70. Minute eingewechselt wurde.

## Nach der Spielerkarriere
Nach seiner letzten Profistation in Indien begann Stanković im Jahr 2020 beim Pay-TV-Sender Sky Österreich als Field Reporter zu arbeiten. Seit Februar 2022 ist Stanković Analyseexperte in der UEFA Champions League und seit Sommer 2022 moderiert er auf dem Sender seine eigene Fußballsendung namens Alles Taktik.
Nachdem er bereits am Mitte Oktober 2024 Co-Trainer des SV Lebring war, übernahm er Mitte Mai 2025 das Traineramt von seinem Vorgänger Christoph Krasser, nachdem dieser und der Sportdirektor Thomas Böcksteiner den Verein verlassen hatten. Unter seiner Führung beendete Lebring die Saison auf Rang 6.

## Persönliches
Stanković ist der Sohn des ehemaligen Fußballprofis und jetzigen -trainers Dejan Stanković.

## Erfolge
- 3. Platz bei der U17-EM 2003 in Portugal
- Erste Liga Young Star des Monats September: 2006
- Premiere Spieler des Monats Oktober: 2006
- Young Star des Jahres in der Ersten Liga: 2007
- „Bruno“ für den Aufsteiger des Jahres: 2007
- österreichischer Fußballmeister: 2013